# Paul Murdin
Paul Geoffrey Murdin OBE FRAS (né le 5 janvier 1942) est un astronome britannique. Il identifie le premier candidat clair pour un trou noir, Cygnus X-1, avec sa collègue Louise Webster.

## Biographie
Il étudie les mathématiques et la physique aux universités d'Oxford et de Rochester. En 1962, il suit un cours résidentiel d'été de huit semaines pour soutenir les chercheurs à l'observatoire royal de Greenwich à Herstmonceux et à la fin se voit offrir un poste par l'astronome royal, Richard Woolley. Il part étudier pour un doctorat à Rochester et revient au RGO en 1970 en tant que chercheur. Au cours de son contrat de trois ans là-bas, il se demande ce qu'il pouvait apporter pour découvrir la provenance de puissantes sources de rayons X cosmiques récemment détectées, en particulier Cygnus X-1. Après avoir fait des recherches infructueuses sur les variations de lumière et les spectres inhabituels parmi les centaines d'étoiles dans la zone d'incertitude de position de la source de rayons X, une étoile radio est trouvée qui coïncide avec une étoile HDE226868. Il décide, avec Louise Webster, de rechercher si l'étoile est une étoile binaire, éventuellement l'une des paires étant la source de rayons X ainsi qu'une source radio, mais n'étant pas visible. Ils mesurent le décalage Doppler pour découvrir que HDE226868 est une étoile binaire avec une orbite de 5,6 jours en orbite autour d'un partenaire invisible, vraisemblablement la source des rayons X, et dont ils calculent qu'elle est certainement supérieure à 2,5 et probablement supérieure à six masses solaires. Une telle étoile ne peut pas être une naine blanche ou une étoile à neutrons et ils supposent que ce corps est un trou noir. Avec l'Australienne Louise Webster, il soumet un article au langage "modeste" à Nature, ne mentionnant le terme "trou noir" qu'à la fin de la phrase. Woolley est assez conservateur dans ses opinions sur l'astronomie, considérant les trous noirs comme "fantaisistes" (également connu pour rejeter l'exploration spatiale valable comme "la cale totale"). L'astronome Charles Thomas Bolton publie ensuite un article avec une conclusion similaire et d'autres astronomes emboîtent le pas. La découverte aide Murdin à sécuriser son futur emploi.
Lui et Webster sont parmi les premiers astronomes du personnel du télescope anglo-australien et il continue dans sa veine de découverte en utilisant des techniques similaires. Il retourne à l'observatoire royal de Greenwich et travaille au développement de l'observatoire anglo-néerlandais à La Palma, qui devient le groupe de télescopes Isaac Newton. Il en est le premier chef des opérations jusqu'en 1987. Il est directeur de l'Observatoire royal d'Édimbourg de 1991 à 1993. Il rejoint ensuite le Particle Physics and Astronomy Research Council, planifiant et développant la politique de recherche spatiale du Royaume-Uni. Il est président de la Société européenne d'astronomie et trésorier de la Royal Astronomical Society (au sein de laquelle il a été élu pour la première fois en tant que membre junior à l'âge de 17 ans en 1959, puis en tant que membre en avril 1963), période au cours de laquelle le nombre de membres augmente, son programme de sensibilisation du public est établi et son journal devient le plus important au monde. Il préside divers comités de l'Union astronomique internationale (UAI),,.
Il est l'auteur et l'éditeur de livres académiques et populaires sur l'astronomie et écrit pour de nombreuses revues et journaux, et apparait régulièrement dans des programmes de télévision et de radio. Maintenant à la retraite et vivant à Cambridge, il est professeur invité à l'Université de Liverpool John-Moores, Senior Fellow Emeritus à l'Institute of Astronomy de Cambridge et Senior Member au Wolfson College,.
En 1988, il est fait officier de l'Ordre de l'Empire britannique. En 2011, il reçoit le Prix de la Royal Astronomical Society pour les services à l'astronomie et en 2012, le Prix Eric Zucker de la Fédération des Sociétés d'Astronomie pour la sensibilisation des astronomes amateurs. En 2012, l'astéroïde 128562, découvert en 2004 par des astronomes en Arizona, est nommé « Murdin » par l'IAU.

## Livres
- Secrets of the Universe, Paul Murdin, Thames and Hudson Ltd 2020-02-20, London (2020)  (ISBN 9780500295199)
- Universe: Exploring the Astronomical World, Kirsty Schaper, Paul Murdin and David Malin, Phaidon Inc Ltd (2019),  (ISBN 9781838660154)
- The Secret Lives of Planets: A User's Guide to the Solar System, Paul Murdin, Hodder & Stoughton (2019)  (ISBN 9781529319415)
- Rock Legends, Paul Murdin, Springer (2016),  (ISBN 9783319318356)
- The History of Astronomy: discovering the universe, Paul Murdin, Sevenoaks (2015)  (ISBN 9781781773529)
- Planetary Vistas : The Landscapes of Other Worlds, Paul Murdin, Springer 2015-06 (2015)  (ISBN 9783319152417)
- Are We Being Watched?: The Search for Life in the Cosmos, Paul Murdin, Thames and Hudson Ltd (2013)  (ISBN 9780500516713)
- Mapping the Universe : the Interactive History of Astronomy, Paul Murdin, London: Sevenoaks Publishing (2011)
- Full Meridian of Glory: Perilous Adventures in the Competition to Measure the Earth, Paul Murdin, Springer, New York (2009),  (ISBN 9780387755335)
- Secrets of the Universe: How We Discovered the Cosmos, Paul Murdin, University Of Chicago Press (2009),  (ISBN 9780226551432)
- The Firefly Encyclopedia of Astronomy, Margaret Penston; édité par Paul Murdin, Firefly Books (2004)  (ISBN 9781552977972)
- Encyclopedia of astronomy and astrophysics, rédacteur en chef Paul Murdin, IoP Publishing Bristol (2001),  (ISBN 0333750888)
- End in Fire: The Supernova in the Large Magellanic Cloud, Paul, Murdin, Cambridge University Press (1990)  (ISBN 9780521374958)
- Colours of the Galaxies, David Malin & Paul Murdin PROMOTIONAL REPRINT COMPANY (1984)  (ISBN 9781856481267)
- Supernovae, Paul Murdin et Lesley Murdin, Cambridge University Press, Cambridge, UK (1985)  (ISBN 9780521300384)
- Colours of the Stars, Paul Murdin, (1984)  (ISBN 9780521257145)
- Catalogue of the Universe, Paul Murdin & David Allen, Cambridge University (1979)  (ISBN 9780521228596)
- The New Astronomy: Black holes, white dwarfs, pulsars quasars, and supernovae, how the new astronomy is changing our concepts of the universe, Paul et Lesley Murdin, Reference International (1978)
- The Astronomer's Telescope, Patrick Moore et Paul Murdin, Brockhampton Press, Leicester (1962)